# Замок Дамбартон
Замок Дамбартон (англ. Dumbarton Castle) — средневековый шотландский замок, который расположен в городе Дамбартон, в области Уэст-Данбартоншир, в Шотландии.

## История

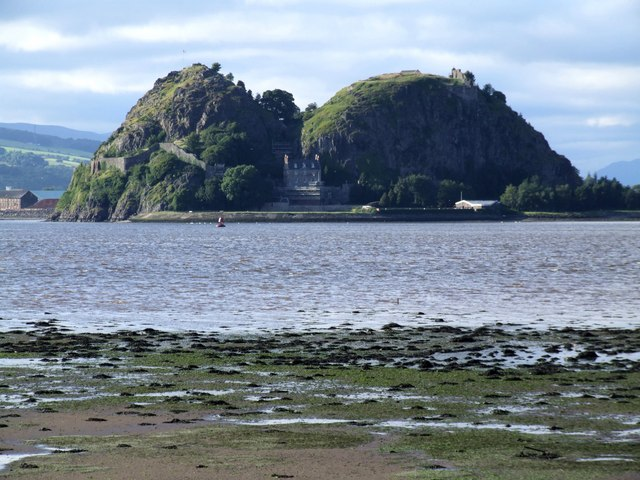
Замок Дамбартон

Александр II из Шотландии построил замок около 1220 года, в качестве защиты от угрозы со стороны Норвегии, правители которой управляли Гебридами и островами в Клайде.
В 1305 году сэр Джон Ментейт, хранитель замка Дамбартон, поймал сэра Уильяма Уоллеса и передал его Англии для суда и казни.
Расположение замка вдали от политического центра Шотландии несколько уменьшило его значение. Замок стал прибежищем для Давида II (в 1333 и 1334 годах) и Марии Стюарт (в 1548 году), пока корабли не смогли отвезти их во Францию.
В 1674 году в замке содержался под стражей заместитель командующего Королевской армии в Шотландии генерал Уильям Драммонд, которого обвинили в тайных симпатиях к мятежным ковенантерам.